# ماهابالی پورام
ماهابالی پورام (به انگلیسی: Mahabalipuram) یک شهرک در هند است که در Kanchipuram district واقع شده‌است. ماهابالی پورام ۱۲٬۰۴۹ نفر جمعیت دارد و ۱۲ متر بالاتر از سطح دریا واقع شده‌است.

## نگارخانه

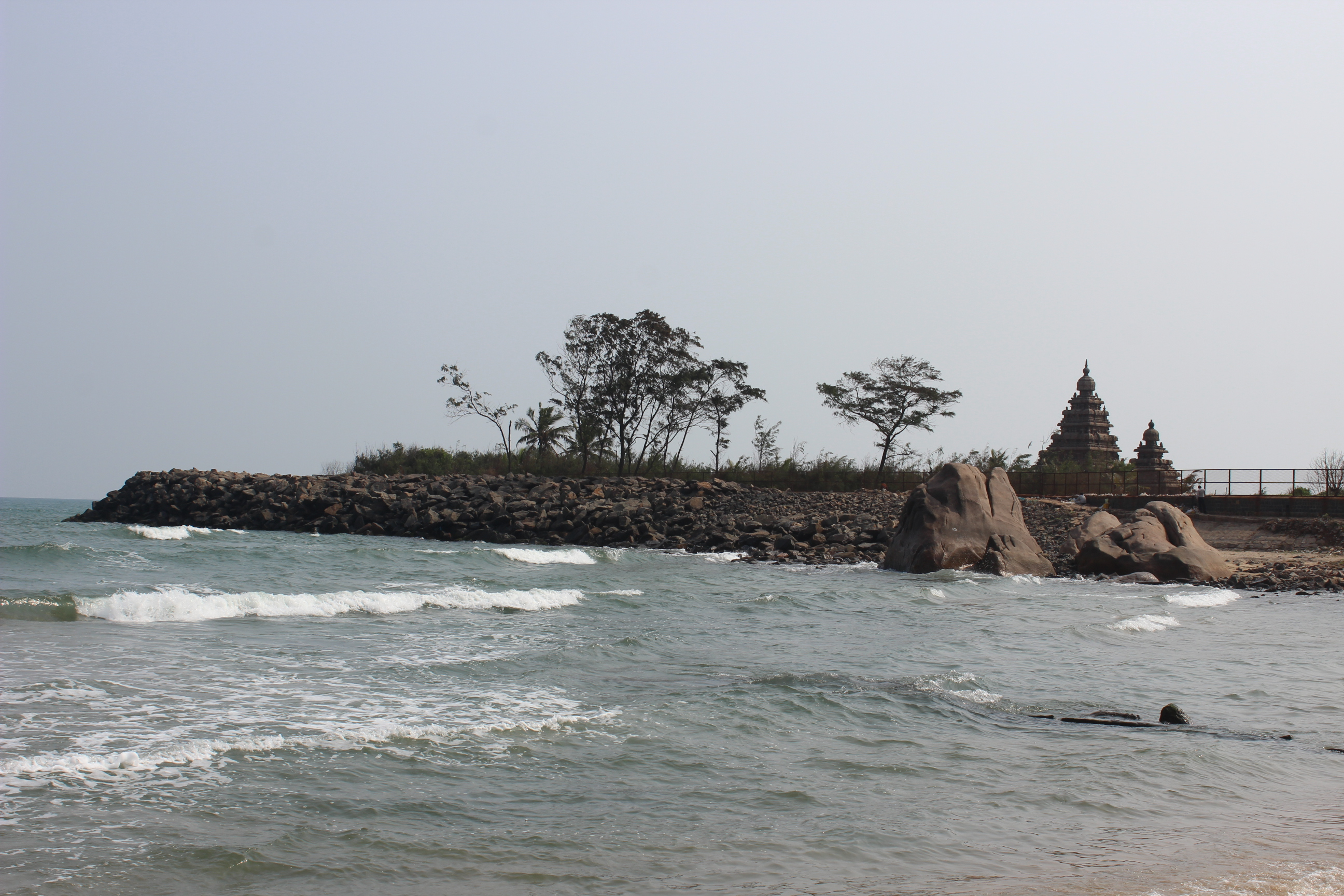
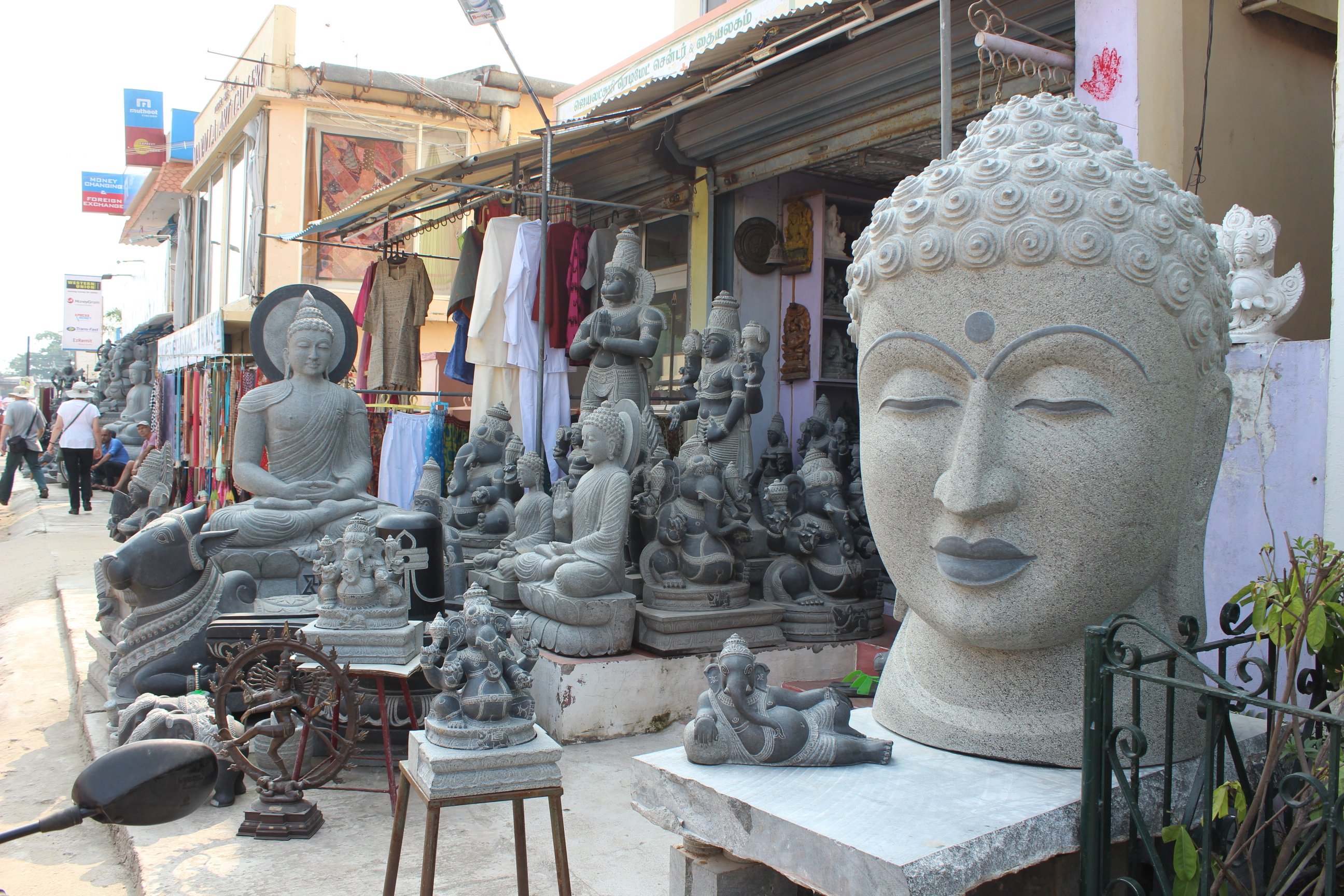